# اگنیکو ایگل

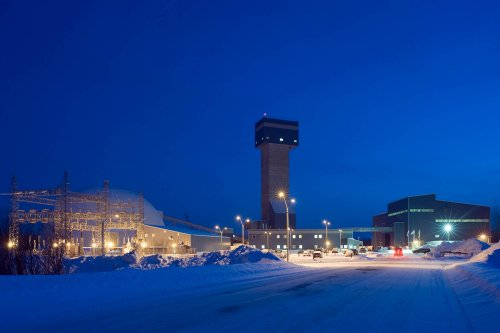
معدن گولدکس متعلق به اگنیکو ایگل

اگنیکو ایگل (به انگلیسی: Agnico Eagle) شرکت استخراج معدن طلای کانادایی است، که به‌عنوان نهمین تولید کننده طلای جهان شناخته می‌شود، این شرکت همچنین تولید کننده طیف وسیعی از مواد و محصولات شیمیایی می‌باشد. 
شرکت اگنیکو ایگل در سال ۱۹۵۳ از ادغام ۵ شرکت معدنی تأسیس شد و در حال حاضر دارای عملیات در کشورهای ایالات متحده آمریکا، مکزیک، کانادا و فنلاند می‌باشد.
دفتر مرکزی این شرکت در شهر تورنتو، انتاریو قرار دارد و بخشی از سهام آن در بازارهای بورس نیویورک و بورس تورنتو معامله می‌شود.